# Springfield (Nebraska)
Springfield é uma cidade localizada no estado americano de Nebraska, no Condado de Sarpy.

## Demografia
Segundo o censo americano de 2000, a sua população era de 1450 habitantes.
Em 2006, foi estimada uma população de 1535, um aumento de 85 (5.9%).

## Geografia
De acordo com o United States Census Bureau, a localidade tem uma área de 1,4 km², sem área coberta por água. Springfield localiza-se a aproximadamente 310 m acima do nível do mar.

## Localidades na vizinhança
O diagrama seguinte representa as localidades num raio de 12 km ao redor de Springfield.